# 馬里揚波萊縣
马里扬波莱县是立陶宛十个县份之一，位於該國西南部。面積4,466平方公里，人口136,671（2016年）。首府馬里揚波萊。2010年7月1日，立陶宛撤销了县级行政机构，从此马里扬波莱县仅保留为领土及统计单位。

## 市镇
马里扬波莱县内有5个市镇：
- 卡爾瓦里亞
- 卡茲盧魯達
- 馬里揚波萊
- 沙基艾區
- 維爾卡維什基斯區